# Premi Asahi
El premi Asahi (朝日賞, Asahi-shō) Ha estat atorgat des de 1929 pel diari japonès Asahi Shinbun a aquells que s'han aconseguit acadèmicament o en les arts, alhora que contribueixen a la cultura o la societat. Diversos premiats van rebre posteriorment un Premi Nobel. És considerat un dels premis no governamentals, més prestigiosos.

## Principals guanyadors
El Premi de Cultura Asahi es va atorgar fins al 1975.

### Humanitats i Ciències Socials
- Nobutsuna Sasaki (1930)
- Toshiro Ihara (1933)
- Tanaka Kotaro (1934)
- Kunio Yanagida (1940)
- Seiichi Taki (1940)
- Juin Kawada (1943)
- Tetsuji Morohashi (1943)
- Shigeki Kaizuka (1947)
- Daisetsu Suzuki (1954)
- Rizo Takeuchi (1957)
- Takeo Matsumura (1958)
- Muneyoshi Yanagi (1959)
- Sokichi Tsuda (1960)
- Keizo Shibusawa (1962)
- Kokushi Taikei (1963)
- Buraku Institute (1965)
- Noboru Niida (1965)
- Sawa瀉久Takashi (1966)
- Seiichi Iwao (1968)
- Hisao Otsuka (1970)
- Kojiro Yoshikawa (1970)
- Toshio Fukuyama (1971)
- Kazuo Watanabe (1971)
- Tatsuo Hayashi (1972)
- Takeo Kuwabara (1974)
- Yasumasa Miki (1979)
- Shigemi Komatsu (1979)
- Toshihiko Izutsu (1982)
- Yoshio Nakano (1982)
- Minamoto Yutaka Takashi (1983)
- Maruyama Masao (1985)
- Yukihiko Nakamura (1986)
- Tadao Umesao (1987)
- Shujiro Shimada (1990)
- Tsuboi Kiyoshiashi (1991)
- Okubo ToshiKen (1992)
- Tatsuo Nishida (1993)
- Shunsuke Tsurumi (1994)
- Obayashi Tara (1995)
- Shizu Shirakawa (1996)
- Donald Keene (1997)
- Hayao Kawai (1997)
- Kazuko Tsurumi (1999)
- Chizuko Ueno (2011)

### Ciències Naturals
- Tomitarō Makino (1936)
- Kinjiro Okabe (1936)
- Shinobu Ishihara (1940)
- Aikitsu Tanakakan (1943)
- Iimori Satoyasu (1944)
- Shinichiro Tomonaga (1946)
- Kazuo Nakahara (1946)
- Motosaburo Masuyama (1947)
- Shoichi Sakata (1948)
- Isao Imai (1950)
- Shigeru Miki (1950)
- Tetsuo Nozoe (1951)
- Tomizo Yoshida (1951)
- Kiyoshi Oka (1953)
- Toshio Sudo (1956)
- Umezawa Hamaotto (1958)
- Yasumatsu Kyosan (1958)
- Leo Esaki (1959)
- Kenkichi Iwasawa (1959)
- Yuichi Yamamura (1959)
- Tosio Kato (1960)
- Yasuji Katsuki (1961)
- Shigeo Takahara (1961)
- Groupe de recherche de la théorie magnétique de l'Université d' Osaka (1961)
- Yozo Matsushima (1962)
- Fukui Takashiji (1962)
- Sakakibara仟 (1963)
- Ancien résident YukariShigeru (1963)
- Osamu Hayaishi (1964)
- Kyosuke Tsuda, Yoshimasa Hirata, Isamu Nitta (1964)
- Tsunesaburo Fujino (1964)
- Chūshirō Hayashi (1965)
- Université Kumamoto School of Medicine Minamata Disease Research Group (1966)
- Fujio Egami (1966)
- Kyusaku Ogino (1966)
- Heisuke Hironaka (1967)
- Koji Nakanishi (1967)
- Ebashi Setsuro (1968)
- Denzaburō Miyaji, Kinji Imanishi (1968)
- Mikio Sato, Hikosaburo Komatsu (1969)
- Mur blanc彦夫 - Heisaburo Ichikawa (1969)
- Yabuuchi Kiyoshi (1969)
- Saburo Nagakura (1970)
- Reiji Okazaki (1970)
- Yoshio Okada (1971)
- Jisaburo Ohwi (1971)
- Yukio Hayakawa (1973)
- Ishizaka Kosei - Teruko Ishizaka (1973)
- Fumio Osawa (1974)
- Institut de recherche sur les matériaux de l'Université Tohoku (1975)
- Hagiwara Yusuke (1975)
- Kiyoshi Kanai (1976)
- Reiji Natori (1976)
- Hattori Shinsa (1976)
- Kiyosi Ito (1977)
- Kinseki forte (1978)
- Hépatite B Research Group (1979)
- Juin Kondo (1979)
- Équipe du satellite d'observation " Swan " (1980)
- Aritako (1980)
- Susumu Tonegawa (1981)
- Tomio Tada (1981)
- Tasuku Honjo (1981)
- Kenichi Honda, Akira Fujishima (1982)
- SHOSAKU NUMA - Shigetada Nakanishi (1982)
- Hidesaburo Hanafusa (1983)
- Junichi Nishizawa (1984)
- Michiaki Takahashi (1984)
- Izuo Hayashi (1985)
- Yasutomi Nishizuka (1985)
- Akira Tonomura (1986)
- Motoo Kimura (1986)
- Hinuma Yoriyukiotto - Mitsuaki Yoshida (1986)
- Kamioka groupe d'observation (1987)
- Masaki Kashiwabara - Takahiro Kawai (1987)
- Tadamitsu Kishimoto (1988)
- Taniguchi維紹 (1988)
- Hirotsugu Akaike (1988)
- Toshima HisaMasao - Ya Yamamoto (1990)
- Akira Miyawaki (1990)
- Masato Sagawa (1990)
- Goro Shimura (1991)
- Tomoo Masaki (1991)
- Ryoji Noyori (1992)
- Shoichi Sakagami (1992)
- Hsinchu Masatoshi (1993)
- Hiroo Kanamori (1993)
- Makoto Kobayashi, Toshihide Maskawa (1994)
- travail Maruyama (1994)
- Syukuro Manabe (1995)
- Nobutaka Hirokawa (1995)
- Araki Hiroshi Fuji (1996)
- Sumio Iijima (1996)
- Kenichi Iga (1997)
- Shigekazu Nagata (1997)
- Super-Kamiokande groupe d'observation (1998)
- Toshio Yanagida (1998)
- Seiji Ogawa (1999)
- Michio Jimbo - Tetsuji Miwa (1999)
- Red﨑勇, Shuji Nakamura (2000)
- Mitsuhiro Yanagida (2000)
- Yoshinori Tokura (2001)
- Jun Akimitsu (2001)
- Kazuya Kato (2002)
- Tamao Akirataira (2002)
- Hideki Kamihara (2003)
- Fumitada Itakura (2004)
- Yoshiki Kuramoto (2005)
- Shizuo Akira (2005)
- Takao Kondo (2006)
- Osamu Shimomura (2006)
- Shinya Yamanaka (2007)
- Toda notre histoire (2007)
- Yoshinori Osumi (2008)
- Kenji Fukaya (2009)
- Hajime Suwa (2009)
- Masazumi Harada (2010)
- Hidetoshi Katori (2011)
- Shimon Sakaguchi (2011)
- Hiroyuki Matsunami (2012)
- Kosaka Kenji (2013)
- Kazutoshi Mori (2013)
- Satoshi Omura (2014)
- Hiroaki Mitsuya (2014)
- Murai Shinji (2015)
- Masayuki Yamamoto - Watanabe YoshimiNori (2015)

### Literatura, art, esports i educació
- Tsubouchi Shōyō (1929)
- Seison Maeda (1929)
- Ryuko Kawabata (1930)
- Taikan Yokoyama (1933)
- Kano Kano (1934)
- Tōson Shimazaki (1935)
- Ashihei Hino (1939)
- Ryōhei Koiso (1939)
- Gyokudō Kawai (1940)
- Kōsaku Yamada (1940)
- Yasuda Yukihiko (1941)
- Tsugouharu Foujita (1942)
- Bunroku Shishi (1942)
- Ken'ichi Nakamura (1942)
- Saburo Miyamoto (1943)
- Manzaburo Umewaka (1944)
- Jun'ichirō Tanizaki (1948)
- Nippon Symphony Orchestra (1951)
- Eiji Yoshikawa (1955)
- Ryūzaburō Umehara (1956)
- Tobita Hoshu (1958)
- Gakuryo Nakamura (1960)
- Heita Okabe (1962)
- Jirō Osaragi (1964)
- Shikō Munakata (1964)
- Kenzō Tange (1964)
- Akira Kurosawa (1965)
- Osamu Takizawa (1966)
- Haruko Sugimura (1968)
- (1972)
- Fusae Ichikawa (1972)
- Jōji Tsubota (1973)
- Kanson Arahata (1974)
- Yasuhide Yamamoto (1974)
- Shōhei Ōoka (1975)
- Kaneto Shindō (1975)
- Shigeharu Nakano (1977)
- Takashi Asahina (1978)
- Ken Domon (1978)
- Yaeko Nogami (1980)
- Fondation Ohara Museum of Art (1980)
- Atsushi Ishikawa (1981)
- Ryōtarō Shiba (1982)
- Sata Ineko (1983)
- Yasushi Inoue (1984)
- Tōru Takemitsu (1984)
- Yoshishige Saito (1984)
- Junji Kinoshita (1985)
- Seiji Ozawa (1985)
- Shin Isozaki (1987)
- Osamu Tezuka (1987)
- Hanae Mori (1987)
- Asakura alimentation (1988)
- Hiroshi Noma (1988)
- Seiko Yamaguchi (1988)
- Tadayoshi Sato (1988)
- Seichō Matsumoto (1989)
- Yōko Morishita (1989)
- Hidekazu Yoshida (1990)
- Setsuko Migishi (1990)
- Issey Miyake (1991)
- Shōtarō Yasuoka (1991)
- Shūson Katō (1991)
- Shunshin Chen (1992)
- Hiroshi Wakasugi (1992)
- Shūichi Katō (1993)
- Shūhei Fujisawa (1993)
- Isuzu Yamada (1993)
- Yoshie Hotta (1994)
- Kenzaburō Ōe (1994)
- Tadao Andō (1994)
- Shuntarō Tanikawa (1995)
- Maruki Kuraisato, Maruki Shun (1995)
- Katsurabeicho (1995)
- Mitsuko Uchida (1996)
- Shin Ōoka (1996)
- Yōji Yamada (1996)
- Tamao Yoshida (1997)
- Michio Mado (1997)
- Ikkō Tanaka (1998)
- Yukio Ninagawa (1999)
- Akiko Baba (1999)
- Hisashi Inoue (2000)
- Yayoi Kusama (2000)
- Sensaku Shigeyama (2000)
- Hayao Miyazaki (2001)
- Michiko Ishimure (2001)
- Rei Kawakubo (2002)
- Saburō Shiroyama (2002)
- Ikuo Hirayama (2003)
- Saiichi Maruya (2003)
- Minoru Nakamura (2004)
- Toshiko Akiyoshi (2004)
- Hiroyuki Iwaki (2005)
- Shōichi Ozawa (2005)
- Kyōko Hayashi (2005)
- Seiko Tanabe (2006)
- Mansaku Nomura (2006)
- Haruki Murakami (2006)
- Momoko Ishii (2007)
- Takemoto vie Dayu (2007)
- Sawachi Hisae (2008)
- Minoru Betsuyaku (2008)
- Toyō Itō (2009)
- Hideki Noda (2009)
- Natsuki Ikezawa (2010)
- Tadanori Yokoo (2011)
- Isao Tomita (2011)
- Jūrō Kara (2012)
- Revue Takarazuka (2013)
- Tatsuya Nakadai (2013)
- Shigeru Ban (2014)
- Taichi Yamada (2014)
- Kazushi Ōno (2015)
- Kota Kaneko (2015)

### Altres
- Masaaki Iinuma (1937)
- Josef prise avant (1959)
- Toshio Tabuchi (1961)
- Kurobe (1962)
- JNR Shinkansen (1964)
- NHK équipe de production de "Silk Road" (1984)
- Nagaharu Yodogawa (1988)
- Shigeru Mizuki (2008)